# صموئيل ب كوبر
صموئيل ب كوبر (بالإنجليزية: Samuel B. Cooper)‏ (و. 1850 – 1918 م) هو سياسي، وقاض، ومحام من الولايات المتحدة الأمريكية .
وهو عضو في الحزب الديمقراطي الأمريكي .